# Kunsthalle Kleinschönach

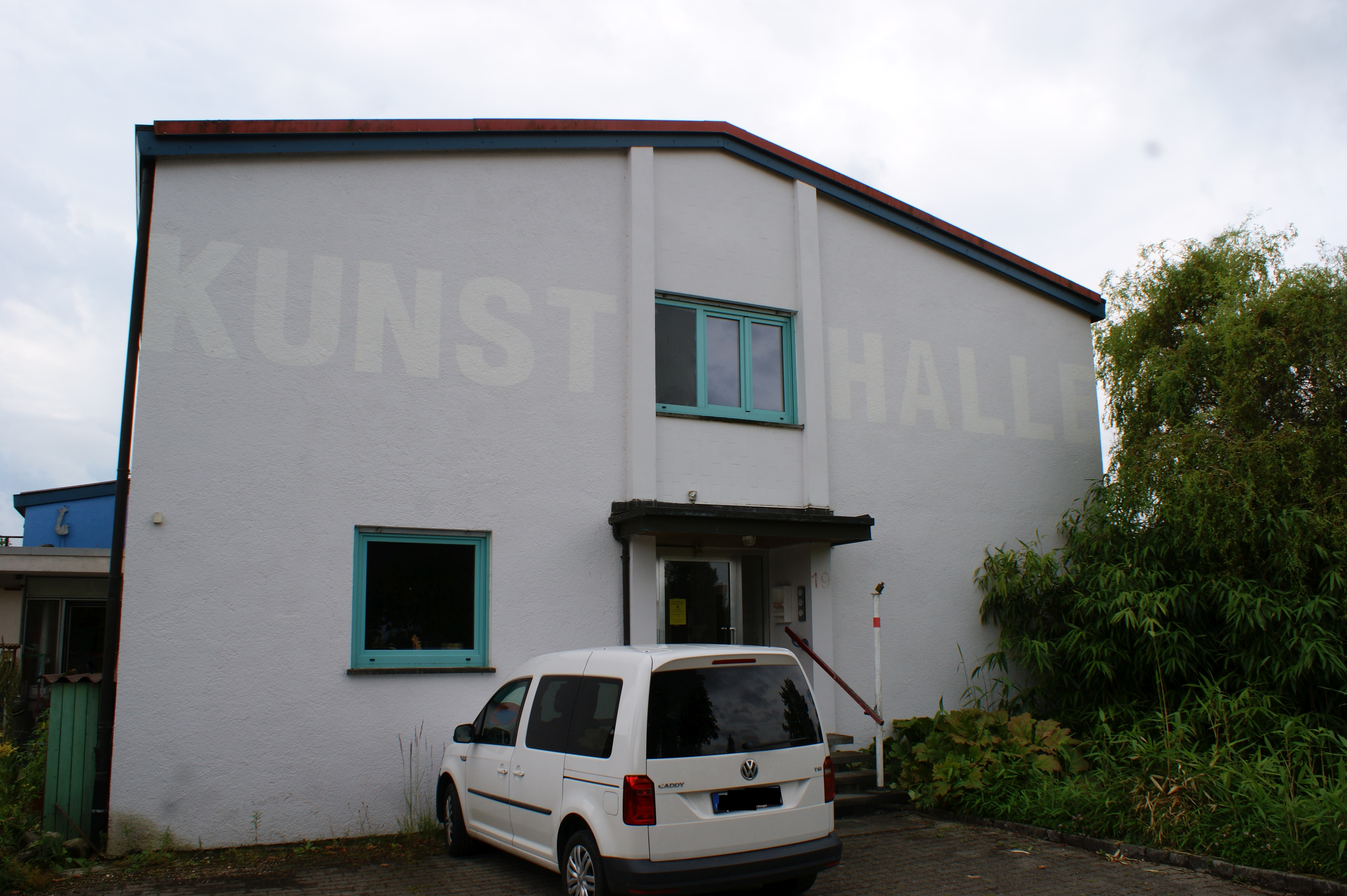
Kunsthalle Kleinschönach (Vorderfront 2022)

Die Kunsthalle Kleinschönach ist ein Zentrum für Zeitgenössische Kunst in Kleinschönach im Landkreis Sigmaringen, Baden-Württemberg, Deutschland. Träger der Kunsthalle ist seit 2000 der Verein: „man müßte Ateliers hinterlassen können e. V.“

## Standort
Die Kunsthalle ist in einer ehemaligen Strickwarenfabrik situiert (584 m ü. NN). Nördlich führt die Waldhofstraße vorbei, das Feuerwehrhaus Herdwangen-Schönach ist westlich 220 Meter entfernt, die Kirche St. Antonius in Großschönach 500 Meter östlich, der Ort Stockfeld rund 400 Meter nordwestlich und der Ort Taisersdorf 1800 Meter südwestlich.

## Gebäude
Das Hauptgebäude der Kunsthalle ist etwa 13 Meter von der Waldhofstraße zurückversetzt. Das Gebäude hat ein flaches Satteldach, ist etwa 68 Meter lang und 18 Meter breit und ist im Gesamten ein polygoner Gebäudekomplex.
Im Gebäude befinden sich maximal 12 Ateliers von Künstlern unterschiedlicher Kunstrichtungen auf etwa 1500 m² Innenfläche und 4000 m² Außenfläche. Am Gebäude bzw. den Ateliers darf kein Eigentum erworben werden. Einige Ateliers sind seit Jahren an dieselben Künstler vermietet, andere sind als Gastateliers ausgestaltet.

## Ausstellungen
Durch Ausstellungen und Veranstaltungen ist seit dem 29. September 2000 die Kunsthalle ein Kulturzentrum in der Region. Dem Verein „man müsste Ateliers hinterlassen können e. V.“ als Eigentümer der Kunsthalle obliegt es, bezahlbare Räume für Kunstschaffende zur Verfügung zu stellen und auch an nachfolgende Künstlergenerationen weiterzugeben. Die Ateliergemeinschaft vergibt auch Stipendien.
Susanne Albrecht nutzte zum Beispiel 2019 ein Gastatelier in der Kunsthalle und beteiligte sich 2021 mit dem Landschaftskunstprojekt „Natur Kunst Leben“ an einer Ausstellung.